# Holopterus chilensis
Holopterus chilensis är en skalbaggsart som beskrevs av Blanchard 1851. Holopterus chilensis ingår i släktet Holopterus och familjen långhorningar. Inga underarter finns listade i Catalogue of Life.